# 法国盖世太保

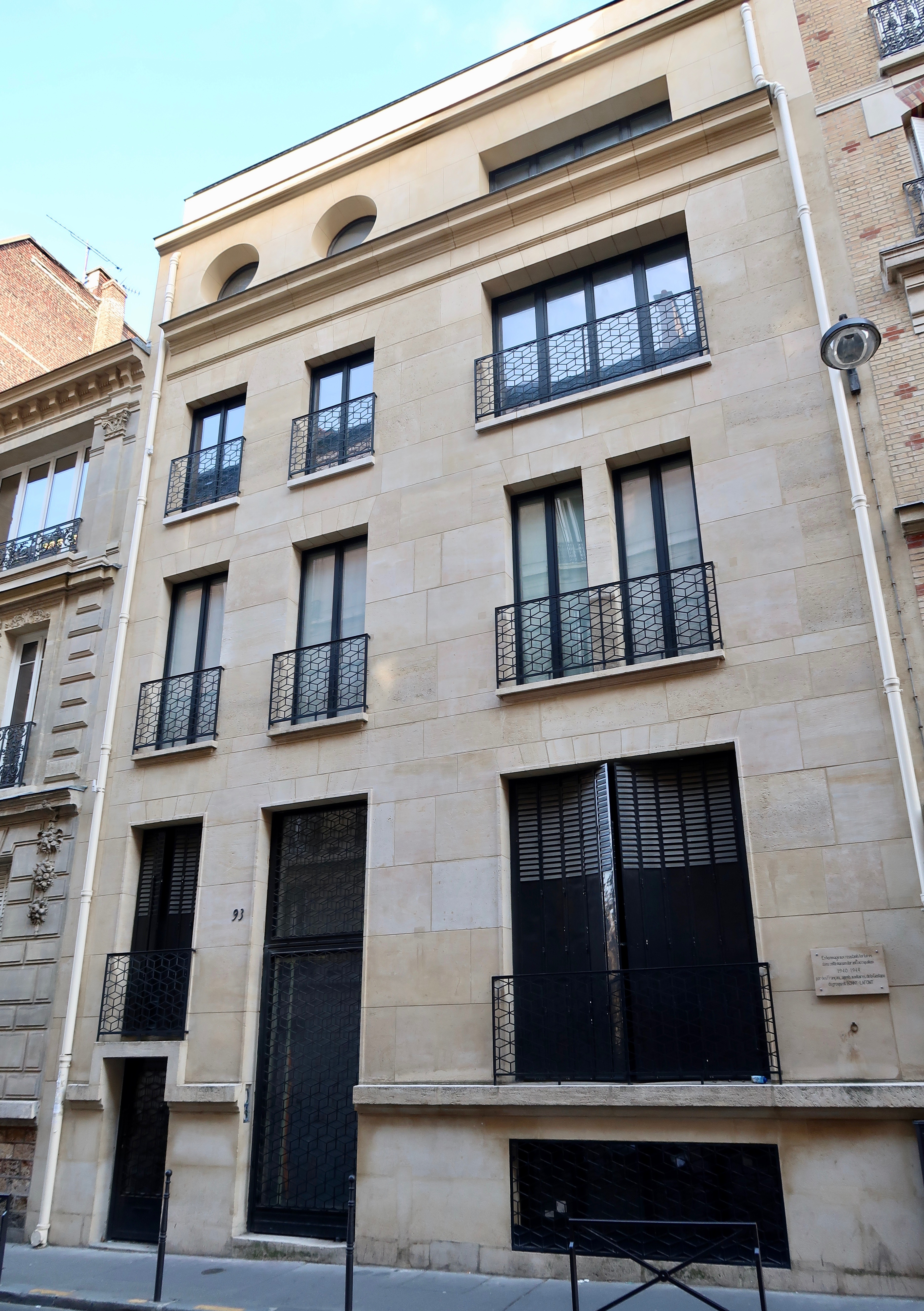
法國蓋世太保位於巴黎的總部大樓

法国盖世太保是第二次世界大战期间为德国占领当局的第二次世界大战、黨衛隊保安處以及战地秘密警察效力的法国辅助组织。
该组织的总部位於巴黎十六区的劳里斯顿街（rue Lauriston）93号，活跃于1941至1944年期間。该组织的发起人是前警察皮埃尔·邦尼。后来，该组织由（亨利·拉丰）与皮埃尔·卢特尔共同管理。
2014年8月，巴黎市政府命令劳里斯顿街93号的现主人在建筑外墙上恢复曾经的法国盖世太保总部旧址纪念牌匾。